# Eberhard Stief

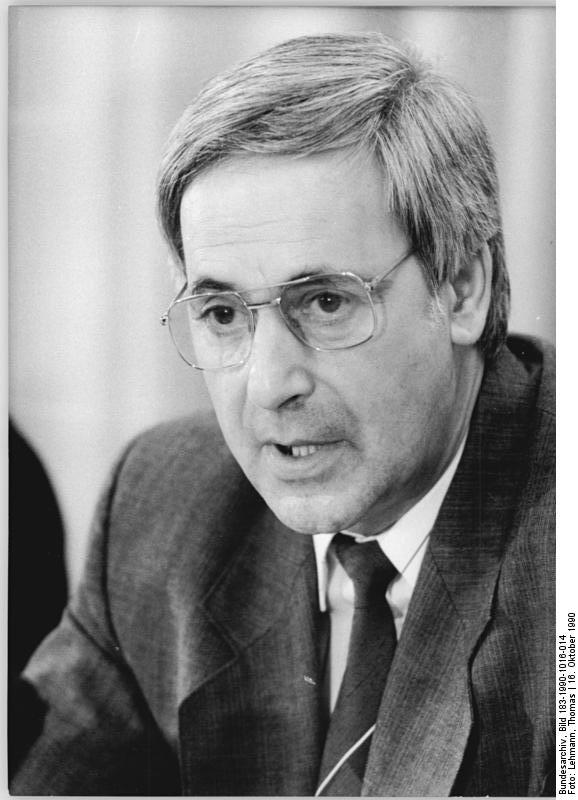
Eberhard Stief (1990)

Eberhard Stief (* 17. März 1935 in Breslau; † 17. November 2015 in Potsdam) war ein deutscher Ingenieur, Hochschullehrer und DDR-Politiker der National-Demokratischen Partei Deutschlands. Er war nach der friedlichen Revolution in der DDR Staatssekretär im Ministerium des Inneren der DDR in der Regierung de Maizière.

## Leben
Stief absolvierte ab 1950 nach Abschluss der Grund- und Volksschule eine Ausbildung zum Werkzeugmacher und studierte anschließend an der Ingenieurschule für Maschinenbau in Leipzig. Ab 1956 war er in der Forschung im Bereich Fördertechnik und in der Industrie als Berater tätig. Außerdem absolvierte er nebenberuflich bis 1959 ein Fernstudium an der Ingenieurschule für Gießereitechnik in Leipzig und zwischen 1961 und 1969 an der Bergakademie Freiberg.
Nach seinem erfolgreichen Abschluss war Stief von 1970 bis 1978 beim Freien Deutschen Gewerkschaftsbund (FDGB) als wissenschaftlicher Mitarbeiter beim Bundesvorstand angestellt. Im Jahr 1977 wurde Stief an der TU Dresden zunächst zum Dr.-Ing. promoviert und vier Jahre darauf mit einer Promotion B zum Dr. sc. techn. habilitiert. An der TU Dresden und der Friedrich-Schiller-Universität Jena übernahm er in den folgenden Jahren Forschungs- und Lehraufträge in den Bereichen Maschinenbau, Metallurgie und Chemie sowie Umwelttechnologien.
Im Jahr 1978 trat Stief in die Blockpartei NDPD ein und übernahm 1985 bis 1989 den Vorsitz des Bezirksverbandes Potsdam. Außerdem war er Mitglied des Hauptausschusses der NDPD. In den Jahren 1989 und 1990 gelang ihm der Aufstieg in der Partei: Stief wurde zunächst Mitglied des Präsidiums und Sekretär des Hauptausschusses. Im Februar 1990 wurde er Geschäftsführer der NDPD und nahm in dieser Funktion am Zentralen Runden Tisch teil. Nach dem Beitritt der NDPD zum Bund Freier Demokraten (BFD) wurde Stief Ende März 1990 zu deren Geschäftsführer gewählt. Später wurde er Mitglied der FDP.
Im Zuge der Regierungsbildung ernannte Ministerpräsident Lothar de Maizière Eberhard Stief Anfang Mai zum Staatssekretär im Ministerium des Innern. Nach der Wiedervereinigung wurde Stief zum Staatssekretär im Ministerium für Umwelt und Naturschutz in Sachsen-Anhalt ernannt.
In den Jahren 1993/94 wechselt Eberhard Stief mit der Ernennung zum Honorarprofessor zurück in die Wissenschaft. An der Otto-von-Guericke-Universität Magdeburg hatte er von 1994 bis 1997 eine Vertretungsprofessur für den Lehrstuhl Umwelttechnik inne. Im Frühjahr 2000 ging Eberhard Stief in den Ruhestand.
Zwischen 1995 und 2007 amtierte er zudem als Präsident des Verbandes der Kleingärtner, Siedler und Grundstücksnutzer.